# 잠진도
잠진도(蠶津島)는 인천광역시 중구 덕교동(행정동은 용유동)에 속하는 면적 0.08 km2의 작은 섬으로, 영종용유도의 남서쪽에 있다.
영종용유도와 500 m의 방조제로 연결되어 있어 222번 버스와 중구공영버스 2-1번이 각각 60분 간격으로 운행한다. 이 섬에는 무의도와 연결되는 무의대교가 건설되어 2019년 4월 29일 임시개통하였다.